# Чутовка
Чу́товка (рос. Чутовка) — присілок у складі Юргинського округу Кемеровської області, Росія.

## Населення
Населення — 3 особи (2010; 4 у 2002).
Національний склад (станом на 2002 рік):
- росіяни — 100 %